# Myagrus hynesii
Myagrus hynesii là một loài bọ cánh cứng trong họ Cerambycidae.